# غاريت فورد جونيور
غاريت فورد جونيور (بالإنجليزية: Garrett Ford, Jr.) هو لاعب كرة قدم أمريكية أمريكي، ولد في 6 يوليو 1970.